# Ulica (Jadowniki Mokre)
Ulica – część wsi Jadowniki Mokre w Polsce, położona w województwie małopolskim, w powiecie tarnowskim, w gminie Wietrzychowice.
W latach 1975–1998 Ulica administracyjnie należała do województwa tarnowskiego.